# 배드램
배드램(BADLAMB)은 대한민국의 얼터너티브 록 밴드이다.
얼터너티브/그런지 록과 프로그레시브 록의 성향이 어우러진 음악과 동시대 사람들의 시대정신을 은유를 통해 서사로 풀어 낸 가사가 특징이다.
2020년 11월에 발매한 앨범 <Frightful Waves>는 1970년대부터 1990년대까지의 30년의 록 역사를 한 앨범에 담아 재현했다는 평가와 함께 ‘2020년 최고의 데뷔 앨범’이라는 평가를 받으며 2021년 제18회 한국대중음악상 최우수 록 음반 부문 후보에 올랐다. 앨범과 동명의 수록곡 '겁(Frightful Waves)'은 최우수 록 노래 부문 후보에 함께 오르며 음악성을 인정받았다.

## 구성원
- 이동원 - 보컬 (2018 ~ 현재)
- 편지효 - 기타 (2018 ~ 현재)
- 김소연 - 베이스 (2018 ~ 현재)
- 최주성 - 드럼 (2018 ~ 현재)

## 음반 목록

### 싱글
- The Plague (2018년 12월 28일)
- Gula (2019년 11월 15일)
- Sodom (2020년 1월 28일)

### 스튜디오 음반
- Frightful Waves (2020년 11월 6일)

## 활동

### 2019년
8월 9일 인천 펜타포트 락 페스티벌
11월 29일 서울 언더그라운드 페스티벌

### 2020년
3월 24일 마포FM 라디오 출연
8월 3일 온라인 써머나잇 페스티벌 2020
8월 14일 진해 락 페스티 Dream Indi Stage
9월 12일 화성 포레스트 인 콘서트
11월 8일 <Frightful Waves> 앨범 발매 기념 쇼케이스
11월 29일 제10회 평택 전국밴드경연대회 은상 수상

### 2021년
제18회 한국대중음악상 최우수 록-음반 후보 <Frightful Waves>
제18회 한국대중음악상 최우수 록-노래 후보 <겁>
6월 6일 경기컨텐츠진흥원 2021 아무공연
7월 11일 평택 록 페스티벌
8월 7일 문래 라이브 페스티벌
보컬 이동원 KBS2 <우리가 사랑한 그 노래, 새가수> 출연